# みやなおこ
みや なおこ　NaokoMiya（みや なおこ、日本の女優。所属事務所はofficeNAO。2024年個人事務所を設立。演劇企画ユニットDONNA・DONNA代表。
キューブ・リコモーションに1982年から2022年まで在籍。
血液型B型。大阪府立住吉高等学校、同志社大学経済学部卒業。劇団そとばこまち出身。

## 略歴
大阪出身。同志社大学経済学部卒業。東京在住。
在学中より、生瀬勝久、山西惇と共に関西の劇団そとばこまちの看板女優として、ほとんどの作品に出演(1982～2001)。
退団以降も多くのプロデュース公演に客演。
NHK連続テレビ小説「いちばん太鼓」で、主人公の初恋相手・松子役で本格ドラマデビュー。
コメディからシリアス、優しい母親から鬼のような女まで、稀有な表現力と演技力で多くの舞台、ドラマ、映画などで活躍。
100本以上の舞台出演以外に、映画『スノードロップ』『ふまじめ通信』『市子』、ドラマ『恋なんて本気でやってどうするの』など、数多くのTVドラマや映画、バラエティ、CM等に出演。
よみうりテレビで深夜放送された、コント番組シリーズ「週刊テレビ広辞苑」「現代用語の基礎体力」には生瀬とともにレギュラー出演。
「探偵!ナイトスクープ」では探偵だけでなく、秘書の代理も務める。
2025年より縦型動画プロジェクトぽっけフィルムをスタートさせる。
2014年度 第69回文化庁芸術祭賞優秀賞を『おもてなし』（わかぎゑふ作・演出）の演技で個人受賞
2022年度第 29回読売演劇大賞優秀女優賞を『堕ち潮』『ガラクタ』（中津留章仁 作・演出）の演技で受賞
2024年、かどや製油CM『想いのリレー編』で広告電通賞・フィルム広告金賞受賞。
映画『おもちゃ』（監督：深作欣二）では、日本映画界初のアクティングトレーナーを務める。
【文化庁芸術祭賞優秀賞受賞理由】
関東大震災後、大阪・船場の大店（おおだな）の愛人宅を舞台に、大阪商人の質素・倹約の美学である「始末の精神」を盛り 込んだ人情喜劇。
主人亡き後、周りの人間のよろず相談事を引き受けつつ知恵と才覚で生き抜く愛人・兼を演じた「みやなおこ」が、自身の魅力を存分に発揮。
関西出身だけに独特の台詞も違和感なく、物腰の柔らかさ、艶っぽさと同時にしたたかさ、そして女の怖さをも鮮やかに演じて見せ、高い評価につながった。
【読売演劇大賞優秀女優賞受賞理由】
「堕ち潮」で建設業を営む一家の祖母、「ガラクタ」でスナックのママと強烈な個性の役を演じた。
「『堕ち潮』での怪演は今思い出してもぞくっとするほど恐ろしい」「『ガラクタ』では庶民の持つ裏表をたくみに演じ分けた」と評される。

## 人物
特技は各種関西弁、アニメの声、着付け。アロマテラピーインストラクター、バッチフラワープラクティショナー、ホメオパス、認定心理士などの資格を持つ。

## 出演

### 舞台
1982年 - 1988年、辰巳琢郎・上海太郎座長
蒔田光治、小松純也のオリジナルをはじめ、シェークスピアや海外の戯曲など、様々なジャンルの舞台を経験する。
- 「冬の絵空」
- 「オズの魔法使い」
- 「からさわぎ」
- 「オセロ」
- 「セイムタイムネクストイヤー」
- 「赤川次郎シリーズ」
- 「猿飛佐助」
- 「あの大鴉さえも」
- 「デジャ・ヴュ」
- 「テンペスト」
- 「五線譜のうえの国」
- 「風のウィザード」
- 「追跡神秘少女アイスドールを追え」
- 「中華風倭人伝」
- 「おかしな二人」　 他

1988年 - 2001年、生瀬勝久座長
生瀬のオリジナルにこだわった作品に、看板女優としてほとんどの舞台に出演。2001年、生瀬、山西とともに退団。
- 「A HORROR SHOW Zizzy」
- 「ANCIENT AGES」
- 「森に行きましょう」
- 「祭王ーバッカスの右腕」
- 「そとばこまちプロデュース　冬の絵空」
- 「さよならアトリエFare well Party　コンビニ」
- 「生瀬勝久"復活"記念公演　JESUS CLIENT SUPER STAR」
- 「TORCH」
- 「龍天華乱」
- 「冬の絵空」
- 「祭王ーバッカスの右腕」
- 「そとばこまちインターナショナル LOOT-紳士と棺」
- 「ビデオマン」
- 「王様の決めた７つのルール」
- 「平熱マン〜月曜日の朝、僕はリハビリ」
- 「そとばこまちプロデュース　なんぼのもんじゃい」
- 「おまえを殺しちゃうかもしれない」
- 「そとばこまちプロデュース　リバイバル」
- 「バットマン」
- 「友情しごき教室」

劇団そとばこまち退団後
- G2プロデュース「12人のおかしな大阪人」
- DONNA・DONNA「公の園」「タバタバ」「KONTAmeets Brecht」
- THEガジラ「Perfect・Perfect」
- 九十九一・みやなおこ二人芝居「なんぼのもんじゃい」
- 加藤健一事務所「三人姉妹」「牡丹燈篭」「カッコーの巣の上を」
- 京都新劇協議会合同公演　「天保12年のシェークスピア」　‐お光
- 芸術祭典・京「女中たち」
- 流山児★事務所「ザ・寺山」
- 尼崎近松劇場「風花」
- 大阪松竹座「華岡青洲の妻」‐妹：於勝
- 南座「化粧」‐四女：慎子‐
- 「非戦を選ぶ演劇人の会・ピースリーディング」
- リリパットアーミーII「傀儡女〜時の男　最終章」（2012）
- 世の中と演劇するオフィスプロジェクトM公演「ハルメリ2013」（2013）
- kitt公演「ウィンカーを、美ヶ原へ」（2013）
- カラフル企画Vol.4「めぐりあうとき」（2013）
- projectDREAMER Vol.1 『アルゴリズム、虎よ!』（2014）
- ユーキース・エンタテインメント 「鑑識結果」（2014）
- 2014ダブルBの夕べ〜映画と朗読と音楽と〜（2014）
- 玉造小劇店配給芝居vol.15　「おもてなし」（2014）
- iaku「あたしら葉桜」『紙風船から90年。岸田國士の今』（東京・大阪）母親役(2015)
- てがみ座公演「対岸の永遠」ベロニカ／チェチェンの女　役(2016)
- 新春！コント博品館「七転び八時起きの人々」(2016)
- 第69回文化庁芸術祭優秀賞作『おもてなし』再演　芳崎兼役(2017)
- 朗読劇「旅猫リポート」ノリコ役他 (2017)
- 「日本の劇」戯曲賞・秀賞受賞作『檸檬の島』奈津子役　(2017)
- みそじん番外公演その２『かもぬ』ゲスト大女優・勅使河原洋子役 (2018)
- 温泉ドラゴン第12回公演『THE　DARK CITY』　河村貴子／河村千代子／久保田の妻／和子役 (2018)
- TRASHMASTERS vol.28「埋没」明水／恵役 (2018)
- 玉造小劇店配給芝居vol.26 「体育の時間2019-2020」早乙女喜久子（撫子の母）役(2019)
- 三越劇場公演「上にいきたくないデパート」アパレル店員・高須奈津希(2019)
- 明治座『恋、燃ゆる。』女中おとく役(2020）
- グッドディスタンス第一章『みやなおこの女ひとり』ひとり芝居2本立て『Bridge』『さそりの火』(2020）
- NakatsuruBoulevardTokyo Vol１ 「パンデミック・パニック」里美鈴子役　(2020）
- 『12人のおかしな大阪人』読み合わせてみたん会　ホステス・のりこ役　(2020）
- 玉造小劇店　わ芝居～その弐　「サヨウナラバ」　コロナのために中止　天乃屋お峰役　(2020）
- 椿組2020年春公演 「肩に隠るる小さき君は」ナナピコ人チョロ役　(2020）
- TRASHMASTERS vol.35「ガラクタ」寿都江役　(2021)
- TRASHMASTERS vol.33「堕ち潮」千恵子役　(2021)
- わが街、道頓堀 〜OSAKA 1970〜（2023年）[3]
- TRASHMASTERS vol.40「ガラクタ」（2024年）[4]
- JACROW #36「おどる葉牡丹」（2025年）[5]

他

### テレビドラマ
NHK
- いちばん太鼓 - 松子
- 都の風
- サザンスコール
- ドラマ新銀河 この指とまれ2
- ドラマ新銀河 婚約旅行
- 土曜ドラマスペシャル 使命と魂のリミット 前編 - 外来患者 役
- 正月時代劇 御鑓拝借〜酔いどれ小籐次留書〜 - お文
- ドラマ10 フェイク　京都美術事件絵巻
- NHK朝の連続テレビ小説 ごちそうさん(2013)
- NHK朝の連続テレビ小説「とと姉ちゃん」135話　(2016)
- スニッファー 嗅覚捜査官 スペシャル - 藤森夫人 (2017)

フジテレビ
- リーガルハイ
- となりのクレーマー
- ガチャガチャポン
- 契約結婚
- ミセスシンデレラ
- ざけんなよ!7
- ざけんなよ!9
- 裸の大将 第80話「清と三姉妹の宝探し」 - 小森裕子(次女)（1996）
- ウソコイ
- 「かもしれない女優たち2016」4話(2016)
- 「嘘の戦争」#04(2017))
- 「花にけだもの」準レギュラー出演　-主人公久美の叔母芳子(2018)
- 「花にけだもの〜Second Season〜」準レギュラー　-　主人公久美の叔母芳子(2019)

関西テレビ
- 素顔を抱きしめて
- イメクラ嬢 こんな美歩はいかが!
- 「ラブドラマバラエティー　50キュン恋愛物語」(2016)
- 後妻業第５・６・７話　　- 田所房代(2019)
- 月10ドラマ『恋なんて本気でやってどうするの』‐母親・桜沢美紀(2022)

TBS/MBS
- ピュアラブ（2002 - 2003年） - 柳田ちづる 役
- ブラザー☆ビートレギュラー（2005）
- 夜桜お染 - お徳 役
- ドラマDAMAS
- いのちの現場からIII　レギュラー
- ある日、突然…
- 古都の恋
- 吸血幻想

日本テレビ
- ごくせん
- ホカベン
- 「正義のセ」第9話出演　校長先生(2018)
- あなたの番です - 風浴嬢(2019)

テレビ朝日/朝日放送
- 名奉行 遠山の金さん 第6シリーズ 第11話 - 楓
- 京都地検の女 シリーズ1 - 9　レギュラー
- 新・部長刑事アーバンポリス24レギュラー
- 土曜ワイド劇場
- ドクター彦次郎4　- 秋川昌美（2019）
- 警視庁・捜査一課長　第5話 ‐佐東好子(2021)

テレビ大阪・テレビ東京
- 「焼肉プロレス」第7戦　‐母・たまえ(2019)

その他
- Hulu　ドラマ「フジコ」（2015）
- Wowow　連続ドラマW「誤断」（2015）
- NOTTV「モバイルシャーロック」(2016)
- dTV×FOD共同製作ドラマ「花にけだもの」準レギュラー　‐叔母芳子役(2017)
- Amazon プライムドラマ 「フェイス サイバー犯罪特捜班」シーズン1第6話(2017)
- abemaドラマ『30までにとうるさくて』第3話(2022)
- アイドル失格（2024年） - 小野寺早苗 役[6][7]

### CM
- かどや製油 ごま油のかどや「想いのリレー編」
- 山野美容 琥珀肌「世界初琥珀エキス-12編」
- au ガンガン学割「バビョーン家族編」
- 日清食品 大入りトリオ「花嫁編」
- 弥生会計ソフト（2007年・2007年）
- 松下電器
- 日本農産工業「ヨード卵光」
- ニューオータニ
- 読売新聞
- 大阪ガス
- レディスアートネイチャー
- マクドナルド
- NTTドコモ（ラジオ）
- 大関（ラジオ）
- ミスタードーナツ（ラジオ）

### 映画
- 素敵すぎて素敵すぎて素敵すぎる（2025年公開予定）大河原恵監督[8]
- スノードロップ(映画)（2024年）大阪アジアン映画祭コンペティション部門入選　吉田浩太監督 -葉波キヨ 役
- 市子 (映画)（2023年）戸田彬弘監督 - 井出陽子役
- ふまじめ通信（2023年）まつむらしんご監督 - テルコ 役[9]
- 第7回富士山・河口湖映画祭 映画『ブーケ〜a bouquet〜』
- ゼロの焦点
- グーグーだって猫である
- おろち
- 極道の妻たち
- 森の学校 (映画)（2002年） - 上田和子先生 役

### バラエティ
- おもしろサンデー（読売テレビ）
- 探偵!ナイトスクープ（朝日放送）
- 合コン・合宿解放区（朝日放送）
- ナイトinナイト（朝日放送）
- 週刊テレビ広辞苑（読売テレビ）
- 現代用語の基礎体力（読売テレビ）

### ラジオ
- 志の輔ラジオ 落語DEデート
- つかしん・ミュージック・ウェーブ 真夜中のラジオジャンキー（ラジオ関西） - レギュラー
- MAKOTO（誠）のサイキック青年団（ABCラジオ）
- ラジオファンキーズ（ABCラジオ） - レギュラー
- ほいきたっ!ラジオ新撰組（ラジオ大阪） - レギュラー
- ヘイヘイホー（FM OH!） - レギュラー
- ミナミジャンクション（FM OH!） - レギュラー

ラジオドラマ
- FMシアター（NHK-FM）
  - 「鉄の輪」（1997年4月19日）
  - 「家族同盟」（1999年12月25日）
  - 「雨傘の音色」（2014年3月22日）[10]
  - 「ステップを聴かせて」（2018年9月29日） - 渡瀬陽子 役[11]
  - 「嘘と餃子と設計図」 （2022年4月23日） - 浜村恵海子 役[12]
  - 「みなとの子」（2022年10月22日） - 榎木敬子 役[13]
- 青春アドベンチャー「月下花伝　時の橋を駆けて」（2018年1月8日 - 12日、NHK-FM） - 京子 役[14]

### Vシネマ
- 江戸むらさき特急
- ミナミの用心棒
- ミナミの帝王36「仕組まれた結婚」（2007年）

### ナレーション
- 大阪ほんわかテレビ（読売テレビ）
- 上海ウォーカーズ（NHK-BS）
- 合コン・合宿解放区（朝日放送）
- 24時間テレビ 「愛は地球を救う」（日本テレビ）

### 配信ドラマ
- トクリュウ -闇バイトの罠-（2025年5月17日、BUMP） - 明枝 役[15]

## 受賞歴
- 第69回文化庁芸術祭・優秀賞（2015） - 玉造小劇店 配給芝居vol.15『おもてなし』における演技に対して[16]
- 第29回読売演劇大賞・優秀女優賞（2022） -TRASHMASTERS『堕ち潮』『ガラクタ』における演技に対して[17][18]